# Stanzach
Stanzach è un comune austriaco di 441 abitanti nel distretto di Reutte, in Tirolo.